# AC MA-200
Der AC MA 200 ist ein zweisitziger Roadster, den der britische Automobilhersteller AC Cars ab 1962 entwickelte. Das Auto war als möglicher Nachfolger des zu dieser Zeit bereits veralteten AC Ace gedacht. Eine Serienfertigung kam allerdings nicht zustande. AC baute 1963 lediglich einen fahrbereiten Prototyp, der im 21. Jahrhundert noch existiert. Konzeptionell gilt der AM-200 als Vorläufer des späteren AC 428.

## Entstehungsgeschichte
Zu Beginn der 1960er-Jahre verlor der seit 1953 produzierte AC Ace an Attraktivität; er wurde zunehmend als veraltet empfunden und verkaufte sich vor allem in den USA nicht mehr gut. Außerdem lief bei Bristol Cars zu dieser Zeit die Produktion der Sechszylindermotoren aus, mit denen der größte Teil der Ace ausgeliefert wurde. Da schließlich ACs Gran Turismo Greyhound hinter den Erwartungen zurückgeblieben war, sodass seine Einstellung bevorstand, begannen 1962 bei AC Planungen für ein neues Modell, das die Fertigungskapazitäten künftig würde auslasten können. Dieser neue AC erhielt die Projektbezeichnung MA-200.
Verantwortlicher Entwickler des MA-200 war Zdzislaw Marczewski, der bei AC seit einigen Jahren an einer Reihe von Boxermotoren mit zwei, vier und sechs Zylindern arbeitete. Marczewski konstruierte einen Roadster mit eigenständiger Technik und neuem Design, der so ausgelegt war, dass er einen Sechszylinder-Boxermotor aus dieser Reihe aufnehmen konnte. AC baute mehrere Konzeptfahrzeuge nach diesem Entwurf, darunter auch einen geschlossenen MA-200 mit einem Marczewski-Boxermotor, der aber nicht fahrbereit war. 1963 entstand als einziger fahrbereiter Prototyp ein Roadster mit einem 4,7 Liter großen Achtzylindermotor von Ford. Das Auto wurde im November 1963 zugelassen und auf öffentlichen Straßen getestet.
Eine Serienfertigung kam nicht zustande. AC hatte zwischenzeitlich von Carroll Shelby umfangreiche Aufträge zur Produktion des Ace-Ablegers Cobra erhalten und baute außerdem das Versehrtenfahrzeug Invacar. Deshalb hatte AC keine Fertigungskapazitäten, die neben der Cobra und dem Invacar den Bau eines weiteren Autos zuließen.
Der MA-200 gilt als verpasste Chance. Viele Autoren meinen, mit dem MA-200 hätte AC eine erfolgreiche Grundlage für das wirtschaftliche Überleben in den 1960er- und 1970er-Jahren legen können. Einen dem MA-200 ähnlichen Entwurf verwirklichte AC später mit dem großen Sportwagen 428, der ab 1967 in geringen Stückzahlen gebaut wurde.

## Modellbeschreibung

### Rahmen und Fahrwerk
Rahmen und Fahrwerk des AC MA-200 wurden neu konstruiert. Während der AC Ace auf einem Kastenrahmen aus geschweißten Stahlelementen aufbaut, hat der MA-200 einen Gitterrahmen aus Stahlrohren.
Im Gegensatz zum AC Ace mit hinterer Starrachse sind beim MA-200 alle Räder einzeln aufgehängt. Er hat Querlenker und Schraubenfedern vorn und hinten. An allen Rädern gibt es außerdem Scheibenbremsen; hinten sind sie innenliegend montiert. Die Zahnstangenlenkung wurde ebenfalls neu konstruiert.

### Karosserie
Der AC MA-200 ist als zweisitziger Roadster mit Pontonkarosserie gestaltet. Die vorderen Scheinwerfer sind zurückversetzt in den Kotflügelenden eingefügt. Die Motorhaube fällt nach vorn zur Stoßstange ab. Einige Autoren sehen eine Ähnlichkeit mit der Frontpartie des von Pietro Frua gestalteten Maserati Mistral, der 1963 auf den Markt kam. Hinten sind ovale senkrechte Rückleuchten installiert. Die Heckgestaltung erinnerte an den zeitgenössischen Aston Martin DB4.
Anders als der Ace, hat der MA-200 keine Steckscheiben mehr, sondern seitliche Kurbelfenster. Das Verdeck ist dauerhaft am Auto befestigt und liegt im geöffneten Zustand weitestgehend unter der Gürtellinie.

### Motor und Kraftübertragung
Frühe Planungen sahen den Einbau eines eigenen Sechszylinder-Boxermotors vor; zeitweise gab es auch Überlegungen, den MA-200 mit einem 2,5 Liter großen Achtzylinder-V-Motor von Daimler auszustatten. Keiner dieser Ansätze wurde allerdings umgesetzt. 
Der einzige MA-200-Prototyp hat einen 289 cui (4736 cm³) großen Achtzylinder-V-Motor von Ford in der sogenannten „Hi-Po“-Ausführung (High Power), die seit 1963 auch in Carroll Shelbys Sportmodell Cobra eingesetzt wurde. Der Motor hat einen Vierfachvergaser von Autolite und leistet im MA-200 271 bhp bei 6000 Umdrehungen pro Minute. Das maximale Drehmoment 423 Nm fällt bei 3400 Umdrehungen pro Minute an. Die Antriebskraft wird über ein handgeschaltetes Vierganggetriebe an die Hinterräder übertragen.

## Produktion und Verbleib
Derek Hurlock, Inhaber von AC Cars, übernahm den MA-200 im Frühjahr 1964 zur privaten Nutzung. Er verkaufte den Wagen 1968 an einen britischen Kunden. Der MA-200 ging danach durch mehrere Hände. Einer der Eigentümer ersetzte den 289-cui-Motor durch einen Achtzylinder-V-Motor aus dem Ford GT40. 2006 wurde der Wagen in die USA verkauft. Der neue Eigentümer ließ den MA-200 detailliert restaurieren und baute auch einen Motor der ursprünglichen Art ein. Seitdem wird der MA-200 wiederholt auf Auktionen zum Verkauf angeboten.